# Kleingebiet Siklós

Lage des Kleingebiets Siklós (rot) im Komitat Baranya

Das Kleingebiet Siklós (ungarisch Siklósi kistérség) war bis Ende 2012 eine ungarische Verwaltungseinheit (LAU 1) innerhalb des Komitats Baranya in Südtransdanubien. Zur Verwaltungsreform Anfang 2013 wurde es als einziges Kleingebiet im Komitat unverändert in den gleichnamigen Kreis Siklós (ungarisch Siklósi járás) umgewandelt.
Das Kleingebiet hatte 36.106 Einwohner (Ende 2012) auf einer Fläche von 652,99 km² und umfasste 53 Ortschaften.
Die Verwaltung des Kleingebietes befand sich in Siklós.

## Städte
- Harkány (4.087 Ew.)
- Siklós (9.501 Ew.)
- Villány (2.545 Ew.)

## Gemeinden
| Alsószentmárton | Babarcszőlős  | Beremend        | Bisse            | Cún           |
| Csarnóta        | Diósviszló    | Drávacsehi      | Drávacsepely     | Drávapalkonya |
| Drávapiski      | Drávaszabolcs | Drávaszerdahely | Egyházasharaszti | Garé          |
| Gordisa         | Illocska      | Ipacsfa         | Ivánbattyán      | Kásád         |
| Kémes           | Kisdér        | Kisharsány      | Kisjakabfalva    | Kiskassa      |
| Kislippó        | Kistapolca    | Kistótfalu      | Kovácshida       | Lapáncsa      |
| Magyarbóly      | Márfa         | Márok           | Matty            | Nagyharsány   |
| Nagytótfalu     | Old           | Palkonya        | Pécsdevecser     | Peterd        |
| Rádfalva        | Siklósbodony  | Siklósnagyfalu  | Szaporca         | Szava         |
| Tésenfa         | Túrony        | Újpetre         | Villánykövesd    | Vokány        |